# Philipp Offenthaler
Philipp Offenthaler (* 3. März 1998 in Amstetten) ist ein österreichischer Fußballspieler.

## Karriere
Offenthaler begann seine Karriere beim TSV Grein. 2011 kam er in die AKA St. Pölten, in der er bis 2012 spielte. Danach kehrte er zu Grein zurück. Im selben Jahr wechselte er zur SG Waidhofen/Ybbs.
Zur Saison 2014/15 wechselte er zum SCU Ardagger. Im April 2015 debütierte er in der Landesliga, als er am 21. Spieltag jener Saison gegen den ASV Spratzern in der Startelf stand und in der 66. Minute durch Michael Taurer ersetzt wurde. Seinen ersten Treffer für Ardagger erzielte er im September 2015 bei einem 5:1-Sieg gegen den ATSV Ober-Grafendorf, der später jedoch annulliert wurde.
Zur Saison 2016/17 wechselte Offenthaler nach Deutschland zum Regionalligisten Wacker Burghausen. Im Oktober 2016 absolvierte er sein erstes Spiel in der Regionalliga Bayern, als er am 14. Spieltag jener Saison gegen die SpVgg Bayreuth in der 90. Minute für Marius Duhnke eingewechselt wurde. Bis Saisonende absolvierte er elf Spiele in der Regionalliga und blieb dabei ohne Treffer.
Im Sommer 2017 kehrte er nach Österreich zurück und wechselte zu den Amateuren des SKN St. Pölten. Seinen ersten Einsatz in der Regionalliga Ost hatte er im August 2017, als er am ersten Spieltag der Saison 2017/18 gegen die Amateure des SK Rapid Wien in der Startelf stand und in der 64. Minute durch Martin Adamec ersetzt wurde. Seinen ersten Treffer in der Regionalliga erzielte er im selben Monat bei einem 1:1-Remis gegen die Amateure des FC Admira Wacker Mödling.
Zur Saison 2018/19 wechselte Offenthaler zum Zweitligisten SKU Amstetten. Sein Debüt in der 2. Liga gab er im August 2018, als er am zweiten Spieltag jener Saison gegen die Zweitmannschaft des FC Wacker Innsbruck von Beginn an zum Einsatz kam.